# アルナルド・タマヨ・メンデス
アルナルド・タマヨ・メンデス（Arnaldo Tamayo Méndez；1942年1月29日 - ）は、キューバの軍人、飛行士。キューバ共和国英雄。ラテンアメリカ初、アフリカ系としても初の宇宙飛行士。
グアンタナモ市の労働者の家庭に生まれる。9歳の時から果物売り、靴磨きで働き始めた。13歳の時から靴工場で働く。
革命軍に入隊。1960年～1961年、ソ連のエイスク飛行士高等軍事航空学校で学び、MiG-15の操縦に習熟した。1961年、エヘルシト・レベリデ工業大学を卒業。
1962年10月のキューバ危機時、サンアントニオの空軍基地で勤務。偵察と迎撃のために、MiG-15で20ソーティー以上を遂行した。1969年から1971年まで、アントニオ・マクシモ・ゴメス革命軍高等学校で学ぶ。1971年～1975年、サンタクララに駐屯する航空旅団参謀長。1975年、副旅団長に任命。
1978年3月、インターコスモス計画の宇宙飛行士候補に選抜され、ガガーリン宇宙飛行士訓練センターで訓練に入る。同年10月、ソユーズ38号の乗組員に指定。ホセ・ロペス・ファルコンがバックアップを務めた。
1980年9月18日～26日、ソユーズ38号と宇宙ステーションサリュート6号で宇宙に滞在。9月26日、ソ連邦英雄称号とレーニン勲章が授与された。
1981年から1992年まで、軍事愛国教育協会を率いる。第4期国会議員、「キューバ－ロシア」友好会派の議長。1997年から国防省対外関係局長。現在、年金生活。
キューバ共和国英雄、ソ連邦英雄。プラヤ・ヒロン勲章、レーニン勲章を受章。